# Enallagma weewa
Enallagma weewa là một loài chuồn chuồn kim trong họ Coenagrionidae.
Enallagma weewa được miêu tả khoa học năm 1927 bởi Byers.